# La paura fa 90
La paura fa 90 è un film del 1951 diretto da Giorgio Simonelli.
L'idea del castello (abitato da un fantasma, o un vampiro o un mostro) invaso da una compagnia di attori o di ballerine (o da una troupe cinematografica, come accadeva nel fantasy-romantico Incanto di mezzanotte del 1940) non è certo originale e verrà ripresa successivamente da pellicole horror "serie", quali L'amante del vampiro, L'ultima preda del vampiro o Il boia scarlatto.

## Trama
Un capitano dei moschettieri del re, un po' dongiovanni, il duca di Boffignac, è stato ucciso da un marito tradito, tale Champignon, e il suo fantasma vaga nel castello di colui che lo ha ucciso, condannato a restarvi fintanto non abbia vendicato la sua morte violenta, eliminando parimenti tutti i discendenti del suo carnefice. Albori anni '50: i componenti di una compagnia di rivista, attori, stelline e soubrettes, sono costretti a pernottare una notte, proprio in quel castello, ormai abbandonato, se si escludono i custodi Pinotto e Bargilio.
Fra di essi c'è Carlo Champignon, che non è altri che un discendente di colui che uccise Boffignac. L'attor comico della compagnia, Anastasio Lapin, avendo appreso la storia dello spettro di Boffignac, si traveste da moschettiere-fantasma e a mezzanotte compare, ma, casualmente, s'incontra proprio con l'autentico fantasma, e così, per lo spavento, sviene. Il fantasma viene accolto a cuscinate dalle attrici, giacché esse credono si tratti di Anastasio. Allora lo spettro si nasconde in un vecchio baule, suo abituale rifugio diurno. Quando la compagnia ritorna a casa, porta con sé per errore anche il baule.
Il fantasma compie alcuni prodigi in scena e viene persino scritturato dall'impresario. Alla fine, quando la soubrette - dopo aver tentato di uccidere, per gelosia, l'impresario - accusa ingiustamente Carletto, il fantasma ne prende generosamente le difese, dichiarando che la miglior vendetta è il perdono. Il gesto lo redime, e può finalmente salire al Cielo, con i suoi compagni moschettieri, che sono stati finora ad attenderlo.